# شينيا أوكي
شينيا أوكي (باليابانية: 青木真也؛ بالكانا: あおき しんや) هو فنان قتال مختلط ياباني، ولد في 9 مايو 1983 في شيزوكا في اليابان.

## وصلات خارجية
- شينيا أوكي على موقع بيلاتور (الإنجليزية)
- شينيا أوكي على موقع شيردوغ (الإنجليزية)
- شينيا أوكي على موقع Tapology.com (الإنجليزية)
- شينيا أوكي على موقع WrestlingData.com (الإنجليزية)
- شينيا أوكي على موقع قاعدة بيانات المصارعة على الإنترنت (الإنجليزية)
- شينيا أوكي على موقع IMDb (الإنجليزية)